# BYD Sealion 05
BYD Sealion 05 DM-i (кит. 比亚迪海獅05 DM-i; пиньинь Bǐyǎdí Hǎishī 05 DM-i) — гибридный компактный кроссовер, выпускающийся с 2024 года компанией BYD. Является родственной моделью BYD Song Pro и частью серии внедорожников «Sealion» (海狮; Hǎishī), которая распространяется через дилерские центры Ocean Network.

## Описание
Продажи BYD Sealion 05 начались в сентябре 2024 года параллельно с BYD Song Pro. Дизайн во многом позаимствован у седана BYD Destroyer 05. Sealion 05 DM-i оснащён подключаемой гибридной системой DM-i 5.0.

## Технические характеристики
| Тип                 | ДВС                          | ДВС                | ДВС             | Трансмиссия | Аккумулятор            | Компоновка | Электродвигатель | Электродвигатель    | Электродвигатель | 0—100 км/ч (заявлено) | Запас хода (заявленный) | Запас хода (заявленный) | Годы производства      |
| Тип                 | Объём                        | Мощность           | Крутящий момент | Трансмиссия | Аккумулятор            | Компоновка | Тип              | Мощность            | Крутящий момент  | 0—100 км/ч (заявлено) | CLTC                    | WLTC                    | Годы производства      |
| ------------------- | ---------------------------- | ------------------ | --------------- | ----------- | ---------------------- | ---------- | ---------------- | ------------------- | ---------------- | --------------------- | ----------------------- | ----------------------- | ---------------------- |
| 1,5 л, 75 км, DM-i  | BYD472QC 1,5 л (1498 см3) I4 | 74 кВт (101 л. с.) | 126 Н⋅м         | E-CVT       | 12,9 кВт⋅ч, LFP, Blade | FWD        | TZ210XYB PMSM    | 120 кВт (163 л. с.) | 210 Н⋅м          | 8,3 сек.              | 75 км (47 миль)         | 64 км (40 миль)         | 2024 — настоящее время |
| 1,5 л, 115 км, DM-i | BYD472QC 1,5 л (1498 см3) I4 | 74 кВт (101 л. с.) | 126 Н⋅м         | E-CVT       | 18,3 кВт⋅ч, LFP, Blade | FWD        | TZ210XYB PMSM    | 120 кВт (163 л. с.) | 210 Н⋅м          | 8,5 сек.              | 115 км (71 миль)        | 93 км (58 миль)         | 2024 — настоящее время |
| Источники:          |                              |                    |                 |             |                        |            |                  |                     |                  |                       |                         |                         |                        |